# Semantic Publishing
Semantic Publishing (engl. für „Semantisches Publizieren“) bezeichnet alle Aktivitäten, welche die Bedeutung oder den Sinn von veröffentlichten Inhalten (u. a. Artikel, Blogeinträge) erweitern bzw. anreichern. Die Inhalte sowie die Anreicherungen werden dann meist im Web veröffentlicht.
Der Begriff des Semantic Publishing ist entstanden, um diverse Initiativen – besonders im Bereich des wissenschaftlichen Publizierens – zusammenzufassen.
Die Erweiterungen beruhen auf Technologien des semantischen Webs. Dabei werden Informationen innerhalb eines Texts respektive die Metadaten des Texts in einem maschinenlesbaren Format zur Verfügung gestellt. Dem Computer ist es so möglich, die Struktur oder gar die Bedeutung der veröffentlichten Information verstehen zu können. Dies führt zu einer effizienteren Informationssuche und Informationsintegration. Des Weiteren können damit auch zusätzliche Dienste eingeführt werden, wie beispielsweise die Verknüpfung eines Artikels mit semantisch verwandten Inhalten.

## Beispiele für semantische Erweiterungen von Inhalten
Das Thema des Semantic Publishing ist noch nicht klar umrissen, bietet aber schon viele konkrete Anwendungsfälle. Ob alle semantischen Erweiterungen tatsächlich einen Mehrwert bieten, muss erst noch erwiesen werden.

### Auszeichnung (engl. Markup) von Entitäten
Elemente, die dank standardisierten Namen oder Nomenklaturen eindeutig zu identifizieren sind, können innerhalb eines Artikels ausgezeichnet werden. Anhand dieser Markierung wird das Element, bzw. die Entität, mit anderen Informationsquellen verbunden, was das Abrufen von zusätzlichen Informationen bezüglich der Entität ermöglicht.
Der Webdienst Reflect basiert auf diesem Prinzip. Reflect ist ein Plug-in, welches in einem Webbrowser installiert werden kann. Es markiert Gen-, Protein- und Molekülnamen auf jeder Webseite, die von einem Benutzer besucht wird. Durch Klicken auf einen markierten Namen öffnet sich ein Popup, welches zusätzliche Informationen zum ausgewählten Element enthält, welche in der ursprünglichen Webseite nicht vorhanden sind.

### Formatierung der Information in Tripeln
Die Informationen bzw. Fakten, welche in einem Artikel enthalten sind, können als Tripel (Entität – Beziehung – Entität; resp. Subjekt – Prädikat – Objekt) formatiert werden, indem die Daten in eine auf RDF  basierende Sprache überführt werden. Dies ermöglicht es, Fakten und Beziehungen in einem maschinenlesbaren Format für eine weitere Nachnutzung in einem semantischen Kontext zur Verfügung zu stellen.
Die Darstellung von Informationen in Tripeln wird im FEBS Letters Experiment (FEBS = Federation of European Biochemical Societies) durch das Structured Digital Abstract umgesetzt. Dieses Abstract enthält biologische Entitäten, ihre Beziehung zueinander, sowie die Methode, mit welcher die Beziehung untersucht worden ist. Dies ermöglicht es, nicht nur nach den Namen der Entitäten, sondern auch nach deren Beziehungen zueinander zu suchen.

## Konkreter Anwendungsfall
David Shotton, Mitglied einer Forschungsgruppe im Departement für Zoologie an der Universität in Oxford, hat den Versuch unternommen, möglichst viele semantische Erweiterungen an einem Artikel der Plos-Zeitschrift Neglected Tropical Diseases zu unternehmen. Zu den Anreicherungen gehören: herunterladbare XML-Version des Artikels, herunterladbare Datensätze, Zuweisung von DOIs, semantische Auszeichnung von Begriffen mit Links zu relevanten externen Informationsquellen, interaktive Abbildungen, Neu-Anordnung der Bibliographie, Zitatanalysen, eine Tag Cloud u. v. m.
Der Artikel kann online eingesehen werden.
Original-Version: doi:10.1371/journal.pntd.0000228
Version mit den semantischen Anreicherungen: doi:10.1371/journal.pntd.0000228.x001